# Partido Socialista Revolucionário (Portugal)

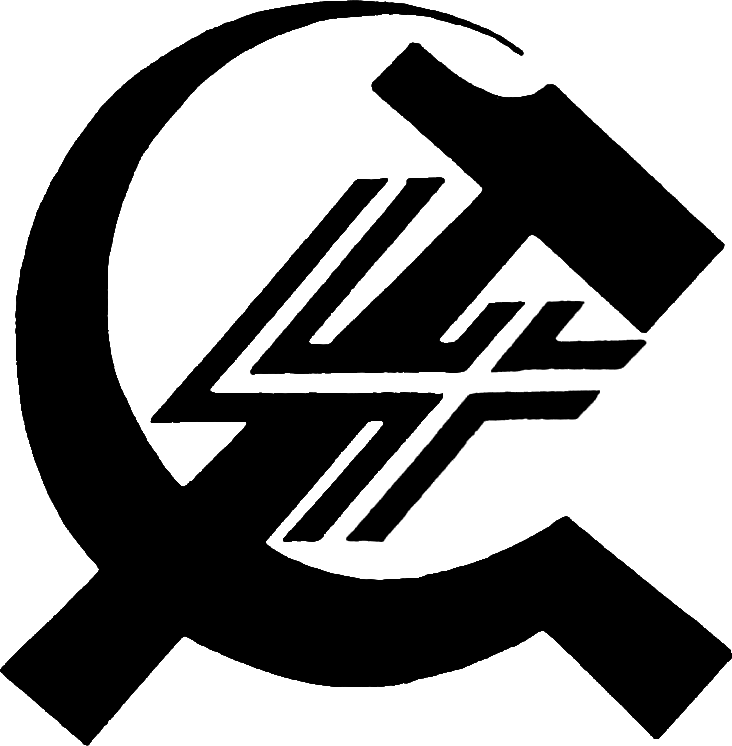
Primeiro símbolo do PSR

O Partido Socialista Revolucionário (PSR) foi um partido político português trotskista criado em 1978, durante o congresso em que a Liga Comunista Internacionalista (LCI) se fundiu com o Partido Revolucionário dos Trabalhadores (PRT) e integrou um conjunto de militantes de várias correntes trotskistas. Em 1979 (no contexto de uma cisão na IV Internacional) grande parte dos militantes do ex-PRT abandonaram a organização.
Em 1983 concorreu às eleições legislativas em coligação com a UDP, então frente eleitoral de um movimento marxista-leninista, o PC(R).
Em 1985, depois de um recuo organizativo, o PSR ganha novo alento, iniciando campanhas antimilitaristas e antirracistas, especialmente dirigidas à juventude. Em 1987, participa nas eleições para o Parlamento Europeu, integrando nas suas listas candidatos independentes. Nesse mesmo ano e mantendo a linha de colaboração com independentes, inicia a publicação da Revista Combate em novo figurino. Os principais líderes foram Francisco Louçã, Alfredo Frade, Helena Lopes da Silva, Heitor de Sousa e José Falcão.
Em 1999, juntamente com a UDP e a Política XXI, esteve na origem da criação do Bloco de Esquerda.
Em 2006 extinguiu-se enquanto partido político, transformando-se na Associação Política Socialista Revolucionária (APSR). Em 2013, o XIX Congresso da APSR aprovou a sua extinção enquanto corrente dentro do BE A maioria da extinta associação decidiu juntar-se à tendência interna do Bloco de Esquerda denominada Socialismo, enquanto que uma minoria se juntará com outros bloquistas formando a Plataforma Anti-capitalista.

## Resultados Eleitorais

### Eleições legislativas
| Data | Líder           | Cl.  | Votos  | %             | +/-  | Deputados | +/-     | Status            | Notas                                 |
| ---- | --------------- | ---- | ------ | ------------- | ---- | --------- | ------- | ----------------- | ------------------------------------- |
| 1979 |                 | 9.º  | 36 978 | 0,62 / 100,00 |      | 0 / 250   |         | Extra-parlamentar |                                       |
| 1980 |                 | 8.º  | 60 496 | 1,00 / 100,00 | 0,38 | 0 / 250   | Estável | Extra-parlamentar |                                       |
| 1983 |                 | 8.º  | 25 222 | 0,44 / 100,00 |      | 0 / 250   | Estável | Extra-parlamentar | Aliança com União Democrática Popular |
| 1983 |                 | 11.º | 13 327 | 0,23 / 100,00 | 0,77 | 0 / 250   | Estável | Extra-parlamentar |                                       |
| 1985 |                 | 8.º  | 35 238 | 0,61 / 100,00 | 0,38 | 0 / 250   | Estável | Extra-parlamentar |                                       |
| 1987 | Francisco Louçã | 7.º  | 32 977 | 0,58 / 100,00 | 0,03 | 0 / 250   | Estável | Extra-parlamentar |                                       |
| 1991 | Francisco Louçã | 6.º  | 64 159 | 1,12 / 100,00 | 0,54 | 0 / 230   | Estável | Extra-parlamentar |                                       |
| 1995 | Francisco Louçã | 6.º  | 37 638 | 0,64 / 100,00 | 0,48 | 0 / 230   | Estável | Extra-parlamentar |                                       |

### Eleições europeias
| Data | Cabeça de lista | Cl. | Votos  | %             | +/-  | Deputados | +/-     |
| ---- | --------------- | --- | ------ | ------------- | ---- | --------- | ------- |
| 1987 |                 | 9.º | 29 009 | 0,51 / 100,00 |      | 0 / 24    |         |
| 1989 |                 | 8.º | 31 775 | 0,77 / 100,00 | 0,26 | 0 / 24    | Estável |
| 1994 |                 | 7.º | 17 780 | 0,58 / 100,00 | 0,19 | 0 / 25    | Estável |

### Eleições autárquicas
| Data | Cl.  | Votos | %             | +/-  | Presidentes CM | +/- | Vereadores | +/- | Assembleias Municipais | +/- | Assembleias de Freguesias | +/- |
| ---- | ---- | ----- | ------------- | ---- | -------------- | --- | ---------- | --- | ---------------------- | --- | ------------------------- | --- |
| 1993 | 11.º | 9 733 | 0,18 / 100,00 |      |                |     |            |     | 0 / 6 769              |     |                           |     |
| 1997 | 10.º | 9 126 | 0,17 / 100,00 | 0,01 | 0 / 305        |     | 0 / 2 021  |     | 1 / 6 807              | 1   | 0 / 33 953                |     |